# Lawrence Lessig
Pour les articles homonymes, voir Lessig.
Lawrence Lessig, né le 3 juin 1961 à Rapid City (Dakota du Sud), est un juriste américain de notoriété internationale. Il est actuellement professeur de droit à l'université Harvard où il est le Roy L. Furman Professor of Law and Leadership.
Spécialiste de droit constitutionnel et de droit de la propriété intellectuelle, il est un défenseur de la liberté d'expression et de création sur Internet. Il s’oppose notamment à une interprétation extensive du droit d'auteur qui porte atteinte au potentiel de création et aux échanges en ligne. Il est l'une des voix les plus écoutées dans les débats sur les limites du droit d’auteur et sur le développement mondial de l'Internet. Il est fondateur et président du conseil d'administration de l'organisation Creative Commons. Plus récemment, il s'est attaché à l'analyse du rôle corrupteur de l'argent au sein des institutions politiques représentatives des États-Unis.

## Biographie
Lawrence Lessig est diplômé en économie (BA) et en management (BS) de la Wharton School de l’université de Pennsylvanie, en philosophie (MA) de Trinity College à l'université de Cambridge) et en droit (JD) du Yale Law School à l'université Yale.
Lawrence Lessig a été l'assistant (clerk) de plusieurs magistrats réputés dont le juge Antonin Scalia, à la Cour suprême des États-Unis et le juge Richard Posner, à la Cour d'appel des États-Unis. Lawrence Lessig est intervenu à plusieurs reprises, en qualité d’avocat ou d'expert, dans des procès importants aux États-Unis mettant en cause le droit d’auteur et le droit des nouvelles technologies.
Il a commencé sa carrière universitaire en étant professeur assistant à l'université de Chicago entre 1991 et 1997. Il a ensuite été professeur de droit à Harvard puis Stanford. Il est retourné à Harvard en 2008.
Il est fondateur et président du conseil d'administration de l'organisation Creative Commons.

### Prix et distinctions
- 2002 : prix du logiciel libre de la Free Software Foundation[4]
- 3 février 2014 : docteur honoris causa de l'université catholique de Louvain (Belgique)[5]

## Engagements

### Code is law
Lessig est l'auteur en 2000 d'un article qui fait référence dans le milieu technocritique,, Code is law, dans lequel il énonce l'idée que le cyberespace constitue une réelle menace pour les libertés. En effet, il met en avant l'importante influence de choix techniques anodins en apparence, mais qui est pourtant empreint d'une portée politique très importante.

« Nous sommes à l’âge du cyberespace. Il possède lui aussi son propre régulateur, qui lui aussi menace les libertés. Mais, qu’il s’agisse d’une autorisation qu’il nous concède ou d’une conquête qu’on lui arrache, nous sommes tellement obnubilés par l’idée que la liberté est intimement liée à celle de gouvernement que nous ne voyons pas la régulation qui s’opère dans ce nouvel espace, ni la menace qu’elle fait peser sur les libertés.
Ce régulateur, c’est le code : le logiciel et le matériel qui font du cyberespace ce qu’il est. Ce code, ou cette architecture, définit la manière dont nous vivons le cyberespace. Il détermine s’il est facile ou non de protéger sa vie privée, ou de censurer la parole. Il détermine si l’accès à l’information est global ou sectorisé. Il a un impact sur qui peut voir quoi, ou sur ce qui est surveillé. Lorsqu’on commence à comprendre la nature de ce code, on se rend compte que, d’une myriade de manières, le code du cyberespace régule. »

Pour exemplifier sa théorie, Lessig présente les modalités d'accès des sites internet des deux universités de Chicago et Harvard. Dans la première il n'est pas nécessaire de s'identifier, tandis que dans la seconde c'est obligatoire. Cela affecte donc la société étant donné que l'université d'Harvard ne donne pas accès de la même façon aux informations selon le profil de l'utilisateur.

### Internet et copyright
En avril 2017, il est — avec Guy Kawasaki, Jeff Jarvis et Lily Cole — l'un des conseillers du projet de plateforme d'information Wikitribune lancé par Jimmy Wales.

### Politique
Lessig s'est engagé à partir de 2007 dans une dénonciation du pouvoir des lobbys à Washington, notamment pendant les campagnes pour les élections présidentielles. Il a expliqué ce changement de sujet pour ses recherches et son activisme, par l'impossibilité de faire changer la situation, quel que soit le domaine, du fait de la corruption du système politique américain.
Cet engagement est passé entre autres par un livre Republic, Lost (en), par la création avec de l'association Change Congress (en) et par une marche symbolique le New Hampshire Rebellion. Le but de ces actions est un amendement de la constitution au sujet du financement des campagnes électorales. En mai 2014, il lance un comité d'action politique en financement participatif, la Mayday PAC.
le 11 août 2015, il annonce lancer un comité exploratoire en vue d'une candidature aux primaires démocrates pour l'élection présidentielle de 2016, déclarant qu'il sera candidat s'il parvient à lever un million de dollars avant le Labour Day. Le 6 septembre, il annonce avoir atteint son objectif et déclare sa candidature, axée autour d'un projet de réforme du financement des campagnes électorales et de la démocratie. Il déclare alors qu'il démissionnera de la présidence et cédera le rôle à son vice-président après avoir signé un projet de loi tenant ses promesses. Le 2 novembre, il annonce renoncer à sa candidature, n'étant pas parvenu obtenir suffisemment d'intentions de vote pour se qualifier pour les débats, alors que la course est dominée par Hillary Clinton et Bernie Sanders.

## Œuvres écrites
Auteur prolifique et engagé, Lessig a notamment écrit :
- Code and other laws of cyberspace, New York : Basic Books, 1999, 320 p. (ISBN 978-0-465-03913-5)
- L'Avenir des idées (The Future of Ideas), 2001
- Free Culture. How Big Media Uses Technology and the Law to Lock Down Culture and Control Creativity, New York : The Penguin Press, 2004. Accessible gratuitement en ligne
- Remix: Making Art and Commerce Thrive in the Hybrid Economy, 2008  (ISBN 978-1-59420-172-1)
- Lawrence Lessig, Republic, Lost : How Money Corrupts Congress : and a Plan to Stop It, Twelve, 2011, 400 p. (ISBN 978-0-446-57643-7, lire en ligne)
- Lawrence Lessig, Republic, Lost : The Corruption of Equality and the Steps to End It, Twelve, 2015 (ISBN 978-1-4555-3701-3, lire en ligne)

## Film
Il a participé au film documentaire RiP!: A Remix Manifesto ainsi qu'au documentaire portant sur la vie de Aaron Swartz : The Internet's Own Boy: The Story of Aaron Swartz et en 2016 à Meeting Snowden de Flore Vasseur avec Edward Snowden et Birgitta Jónsdóttir.
Il a également été interviewé pour le documentaire Démocratie(s) ? produit par la websérie documentaire DataGueule.